# 제5회 부천국제애니메이션페스티벌
제5회 부천국제애니메이션페스티벌은 2003년 11월 8일에 열린 시상식이다.

## 수상 및 후보

### 본상- GRAND Prize
- 소녀에 관하여 - Lena CHERNOVA 수상

### 본상- RECOMMENDATION Prize
- 페이퍼 보이 - 이대희 수상

### 본상- TREND Prize
- 양배추 - Anne Larricq 수상

### 본상- NOTICE Prize
- 편지 - 장형윤 수상

### 본상- VISION Prize
- 개떼들 - Stephane Ricard 수상

### 본상- MEMORIAL Prize
- 1+1 - Grigoris Leontiades 수상

### 특별상- 유광선 상
- 배낭을 멘 노인 - 박현경 수상
- 큰일났다!! - 권미정 수상

### 특별상- 공주영상정보대학장 상
- 위험한 산책 - Oyatyeva Elena 수상

### 특별상- 청강문화산업대학장 상
- 유성 - Shr-ming Huang 수상

### 특별상- PISAF 특별상
- 천공의 성 라퓨타 - 미야자키 하야오 수상
- 망치 - 안태근 수상
- 에그 - Dario PICCAU 수상

### 특별상- 피디 박스 네티즌 상
- 자유를 그리다 - 박원철 수상